# Mount Wolfenden
Mount Wolfenden är ett berg i Kanada.   Det ligger i provinsen British Columbia, i den sydvästra delen av landet, 3 800 km väster om huvudstaden Ottawa. Toppen på Mount Wolfenden är 1 278 meter över havet.
Terrängen runt Mount Wolfenden är varierad. Trakten runt Mount Wolfenden är nära nog obefolkad, med mindre än två invånare per kvadratkilometer.. Närmaste större samhälle är Port Alice, 10,0 km sydost om Mount Wolfenden. 
I omgivningarna runt Mount Wolfenden växer i huvudsak barrskog.